# Alpha (альбом Asia)
Alpha — другий студійний альбом англійської групи Asia, який був випущений 26 липня 1983 року.

## Композиції
1. Don't Cry[en] — 3:41
2. The Smile Has Left Your Eyes — 3:13
3. Never in a Million Years — :46
4. My Own Time (I'll Do What I Want) — 4:49
5. The Heat Goes On — 5:00
6. Eye to Eye — 3:14
7. The Last to Know — 4:40
8. True Colors — 3:53
9. Midnight Sun — 3:48
10. Open Your Eyes — 6:26

## Склад
- Джефф Даунс[en] — клавішні
- Стів Гау — гітари
- Карл Палмер — ударні, перкусія
- Джон Веттон — вокал, бас-гітара